# San Rafael de Mucuchíes
San Rafael del Páramo de Mucuchíes, considerado el pueblo más alto de Venezuela, es una pequeña aldea del estado Mérida ubicada sobre una meseta aluvial en los andes venezolanos a 3140 m s. n. m. y a orillas de la carretera Trasandina. El pueblo está a pocos kilómetros de Mucuchíes, capital del municipio Rangel y ubicado en la Sierra de Santo Domingo rodeado por cumbres, lagunas (la Laguna El Potero, la Laguna de Michurao, El Hoyo y la Lagunita de afuera), el río Chama que lo atraviesa longitudinalmente y amplios trigales que se mezclan con los frailejones. Hacia el norte se extienden campos cultivados, grandes páramos y sembradíos de hortalizas—principalmente zanahoria, ajo y papa. El pueblo es famoso por sus capillas, grandes casonas con un patio central, paredes de tapia y bahareque y molinos de trigo.

## Demografía
San Rafael del Páramo de Mucuchíes, como lo denominaron sus fundadores, está ubicado en el ramal noreste de la Cordillera Oriental de Los Andes del Norte, en la parte superior de la cuenca del Río Chama, posee aproximadamente 160 casas en las que viven cerca de 600 personas; los habitantes de los alrededores incrementan esta cifra. Para 2001 el censo del instituto nacional de estadística aproxima que la parroquia San Rafael cuenta con unos 3400 habitantes, que representa cerca del 22% de la población del municipio Rangel.
ETNOGRAFÍA
son producto del mestizaje entre europeos y amerindios por lo cual poseen un fenotipo variado se pueden encontrar personas de piel morena con ojos claros así como piel blanca y ojos oscuros se puede decir que son 50% morenos 50%blancos

## Capilla de piedra
El artista venezolano Juan Félix Sánchez nació en el pueblo de San Rafael del Páramo de Mucuchíes en el año de 1900 y vivió los primeros años de su vida. Su casa natal aún se conserva y en ella se encuentra el Museo de Los Andes, su voluntad fue construir el museo en el terreno contiguo a la casa como lo expresa tácitamente el documento de donación. Actualmente la casa aloja buena parte de su obra y justo al lado de esta casa, en las afueras del pueblo en dirección este hacia Barinas, se encuentra la Capilla de la Virgen de Coromoto construida por Sánchez y nativos de San Rafael y de El Tisure con apoyo de la Universidad de los Andes. y mayormente Epifanía y paisanos de San Rafael. La capilla de piedra, como se le llama, fue construida íntegramente a mano en los años 1980 - 1984, a base de rocas, conchas, corales y cemento y fue declarada patrimonio cultural de Venezuela.
También se creó la Biblioteca Juan Félix Sánchez y Epifania Gil, compañera del artista, que funciona en una construcción ubicada frente a la casa y la Capilla.
nota
Hallazgos arqueológicos que se remontan a 450 años, Mérida 1956 (Ofripen) el Dr Renato Pennino del Cuerpo Consular Italiano acreditado en esta ciudad ha llevado a efecto varias exploraciones arqueológicas en la cercanía de la población de San Rafael en esta Entidad Federal, y logró encontrar varios objetos de cerámica (entre ellos un puma, una cabeza de ídolo, un ídolo entero varios instrumentos musicales en barro, una figurilla semejante a un ángel, un cincel de sílice). Estos últimos objetos se cree los llevaban colgados al pecho los indios. El Dr. Pennino, quien practica en sus días de descanso estas investigaciones, dice que posiblemente los objetos hallados pertenecieron a los indios Timoto-cuicas y Timemes que habitaron esa región hace más de 450 años. También se consiguió una momia que fue donada a la Universidad de los Andes